# گیرمو لا روزا
گیرمو لا روزا (انگلیسی: Guillermo La Rosa؛ زادهٔ ۶ ژوئن ۱۹۵۲) بازیکن فوتبال اهل پرو است.
از باشگاه‌هایی که در آن بازی کرده‌است می‌توان به باشگاه فوتبال اتلتیکو ناسیونال، باشگاه فوتبال ال‌دی‌یو کیتو، الیانزا لیما،اشاره کرد.
وی همچنین در تیم ملی فوتبال پرو بازی کرده‌است.